# Emiliano Zapata (Tlaxcala)
Emiliano Zapata è un comune dello stato di Tlaxcala, nel Messico centrale, il cui capoluogo è la omonima località.
La municipalità conta 4.146 abitanti (2010) e ha un'estensione di 49,26 km².
La città deve il suo nome al famoso capo rivoluzionario Emiliano Zapata Salazar.